# Bracon chorolicus
Bracon chorolicus  (лат.) — вид паразитических наездников из семейства Braconidae. Россия: Приморский край.

## Описание
Длина 3,2 мм. Основная окраска тела чёрная, ноги коричневато-жёлтые. Радиальная ячейка переднего крыла широкая и длинная. Усики тонкие, нитевидые, состоят из 26 члеников. Вид был впервые описан в 2000 году российским гименоптерологом профессором Владимиром Ивановичем Тобиасом (ЗИН РАН, Санкт-Петербург). Включён в состав подрода Lucobracon.